# Ihiala
Ihiala to miasto w Nigerii w stanie Anambra. Wraz z miejscowościami podmiejskimi liczy około pół miliona mieszkańców.
W czasie wojny domowej w Nigerii miejscowe lotnisko odbierało międzynarodową pomoc humanitarną.